# 4-Methylchinolin
4-Methylchinolin (Trivialname Lepidin) ist eine chemische Verbindung aus der Gruppe der Chinoline. Es kommt natürlich in Kressen vor, zum Beispiel in der Gartenkresse und der Schutt-Kresse. Der Trivialname Lepidin leitet sich von der lateinischen Art-Bezeichnung der Kressen Lepidium ab.

## Gewinnung und Darstellung
4-Methylchinolin wurde erstmals 1882 von Hugo Weidel synthetisiert. Das Edukt, die Tetrahydrocinchoninsäure, wurde dazu erst einer Zinkstaubdestillation unterzogen und das als schweres, lichtgelb gefärbtes Öl beschriebene Zwischenprodukt dann mit Chromsäure in verdünnter Schwefelsäure zum Produkt oxidiert.

## Eigenschaften
4-Methylchinolin ist eine brennbare, schwer entzündbare, lichtempfindliche, hellgelbe Flüssigkeit, die sehr schwer löslich in Wasser ist. Es ist ein Positionsisomer von 2-Methylchinolin und 3-Methylchinolin.

## Verwendung
4-Methylchinolin findet Verwendung in Parfüm. Es wird geforscht, ob es auch als Diabetes-Medikament eingesetzt werden könnte.